# Thomas Croxen Archer
Pour les articles homonymes, voir Archer (homonymie).
Thomas Croxen Archer est un botaniste britannique, né en 1817 à Northamptonshire et mort le 19 février 1885.

## Biographie
Il travaille, de 1842 à 1856, au service des douanes de Liverpool. Il enseigne la botanique à l’école de médecine de Liverpool, puis au Queen’s College de Liverpool. Il dirige le musée de science et d’art d’Édimbourg de 1860 à 1885.
Il est membre de la Royal Scottish Society of Arts (qu’il préside en 1874), de la Société de botanique d’Édimbourg, de la Royal Society of Edinburgh et de diverses sociétés savantes.

## Source
- C.D. Waterston et A. Macmillan Shearer (2006). Former Fellows of The Royal Society of Edinburgh, 1783–2002, Royal Society of Edinburgh (Edinburgh) : 1024 p.  (ISBN 0-902-198-84-X)